# Johann Korff zu Harkotten
Johann Korff zu Harkotten (ca. 1455-1520) was heer van Harkotten. 
Hij was een zoon van Hermann III Korff zu Harkotten (ca. 1410-), heer van Harkotten, en Agnes von Bevern.
Korff trouwde op 28 maart 1484 met Anna Staël von Holstein (Slot Loburg, 1458 - na 1506). Zij was een dochter van Rutger Staël von Holstein (1430-1505), heer van Loburg, en Agnes von Schade (ca. 1430-?)

Wapen Staël von Holstein
Wapen von Schade
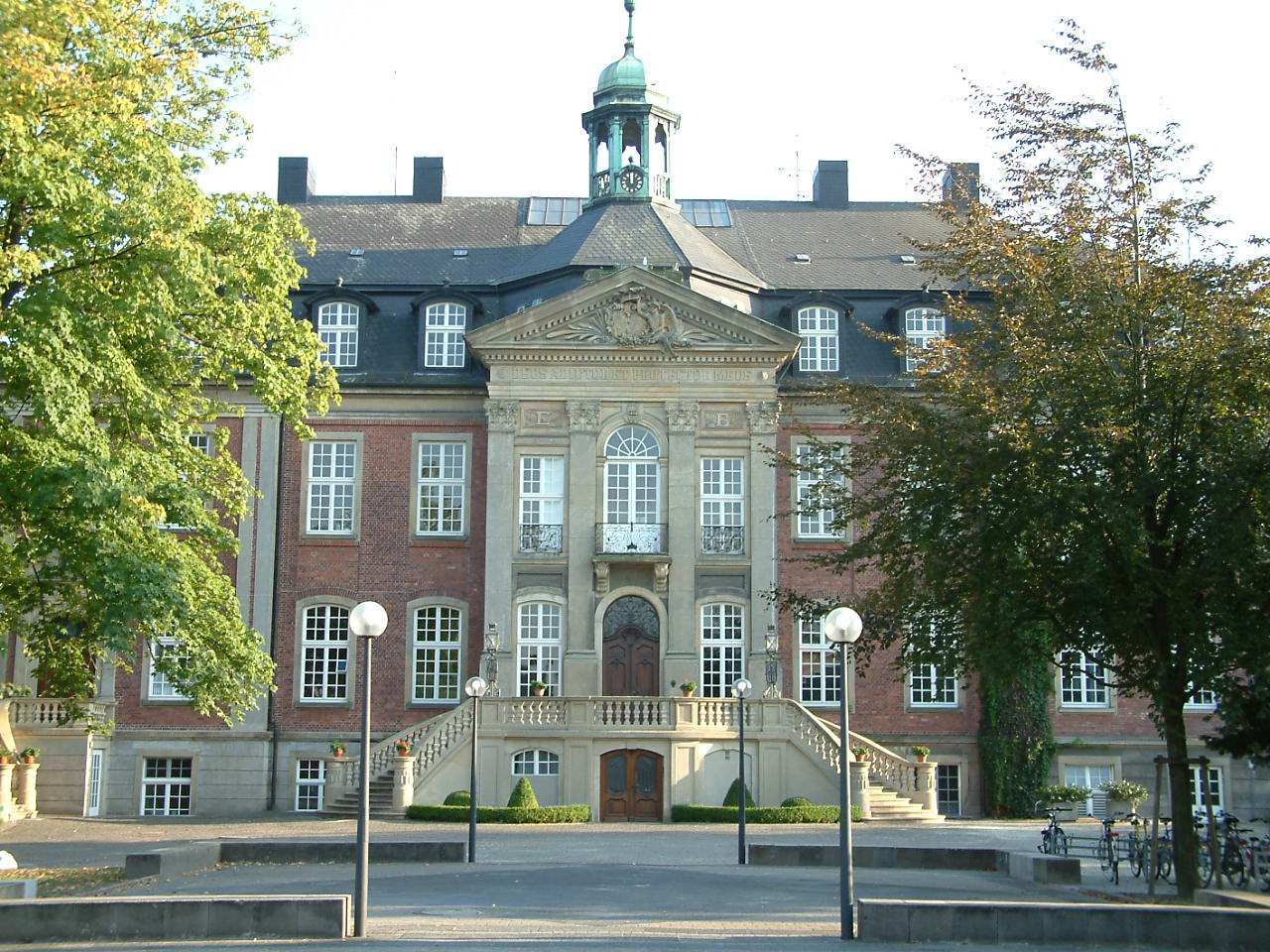
Slot Loburg bij Ostbevern